# Premier League Malti 1979-1980
L'edizione 1979-1980 della Premier League maltese è stata la sessantacinquesima edizione della massima serie del campionato maltese di calcio. Il titolo è stato vinto dal Valletta.

## Classifica
|    | Classifica       | G  | V  | N | P  | GF | GS | Dif | Pt |
| -- | ---------------- | -- | -- | - | -- | -- | -- | --- | -- |
| 1  | Valletta         | 18 | 14 | 3 | 1  | 59 | 8  | +51 | 31 |
| 2  | Sliema Wanderers | 18 | 13 | 2 | 3  | 47 | 11 | +36 | 28 |
| 3  | Floriana         | 18 | 12 | 4 | 2  | 35 | 6  | +29 | 28 |
| 4  | Hibernians       | 18 | 11 | 4 | 3  | 46 | 11 | +35 | 26 |
| 5  | Ħamrun Spartans  | 18 | 9  | 2 | 7  | 28 | 24 | +4  | 20 |
| 6  | Birkirkara       | 18 | 6  | 2 | 10 | 23 | 38 | -15 | 14 |
| 7  | Marsa            | 18 | 6  | 1 | 11 | 14 | 40 | -26 | 13 |
| 8  | Zebbug Rangers   | 18 | 2  | 4 | 12 | 9  | 31 | -22 | 8  |
| 9  | Qormi            | 18 | 3  | 1 | 14 | 13 | 65 | -52 | 7  |
| 10 | St. George's     | 18 | 1  | 3 | 14 | 9  | 49 | -40 | 5  |

## Verdetti finali
- Valletta Campione di Malta 1979-1980
- Zebbug Rangers, Qormi e St. George's retrocesse.